# Ярыгино (Московская область)
Яры́гино — деревня в Сергиево-Посадском районе Московской области, в составе муниципального образования Сельское поселение Васильевское (до 29 ноября 2006 года входила в состав Васильевского сельского округа).
Ярыгино расположено примерно в 26 км (по шоссе) на запад от Сергиева Посада, на правом берегу реки Имбушки (левый приток Вели), высота центра деревни над уровнем моря — 190 м.
На 2016 год в деревне зарегистрировано 5 садовых товариществ. Деревня связана автобусным сообщением с райцентром и соседними населёнными пунктами (маршрут № 31).

## История
В «Списке населённых мест» 1862 года — казённая деревня Дмитровского уезда Московской губернии в 25 верстах от уездного города и 17 верстах от становой квартиры, при прудах, с 42 дворами и 366 жителями (163 мужчины, 203 женщины).

## Население
| 2002 | 2006 | 2010 |
| ---- | ---- | ---- |
| 9    | ↗10  | ↗11  |

## Известные уроженцы
- Мазаев, Александр Васильевич (1904—1962) — советский хозяйственный, государственный и политический деятель.